# Královský palác v Bukurešti
Královský palác v Bukurešti  (rumunsky Palatul Regal), během období vlády Komunistické strany Rumunska nazývaný Palác republiky (Palatul Republicii) je monumentální  budova z let 1936–1937, jejímž architektem byl Nicolae Nenciulescu, vystavěná v Bukurešti na třídě Calea Victoriei. 
Od roku 1950 zde sídlí Rumunské národní umělecké muzeum (Muzeul Național de Artă al României). Budova byla podpálena a poškozena během rumunské revoluce roku 1989, muzeum po rekonstrukci znovu postupně otevíralo jednotlivé sekce od roku 2000. Muzeum obsahuje jednak díla klíčových rumunských výtvarníků novověku, jednak mezinárodní sbírky, kde jsou zastoupeni mistři jako  Domenico Veneziano, Antonello da Messina, El Greco, Tintoretto, Jan van Eyck, Jan Brueghel starší, Peter Paul Rubens, Rembrandt, Alonso Cano, Jacopo Amigoni, Claude Monet a Alfred Sisley.

## Historie
Mezi roky 1812 a 1815 si nechal na místě dnešního jižního křídla královského paláce postavit novoklasicistní zámeček bojar Dinicu Golescu. V roce 1837 se zámeček stal sídlem valašského knížete Alexandra Ghici. V zámečku později sídlil i jeho nástupce Alexandr Ioan Cuza, od roku 1859 panovník Spojených knížectví Moldávie a Valašska, přímý předchůdce Rumunského knížectví. Po Cuzově svržení se v paláci usídlil jeho nástupce Karel Hohenzollernský, který se v roce 1881 stal prvním rumunským králem. Právě v královském paláci byla vyhlášena nezávislost Rumunského království a palác se stal oficiálním sídlem královské rodiny.    
Z důvodu nedostatů vhodných prostorů byla mezi roky 1882 a 1906 za vlády Karla I., severně od původního paláce, postavena nová hlavní budova paláce a spojovací křídlo. V roce 1926, ale palác vyhořel. Královská rodina dočasně přesídlila do paláce Cotroceni, původně zbudovaného na konci 19. století jako sídlo tehdejšího korunního prince Ferdinanda s rodinou. Ruiny původního královského paláce byly zbořeny a na jejich místě byl v letech 1935 až 1940 postupně postaven nový velký trojkřídlý neoklasicistní palác. Vzhledem k nepraktičnosti reprezentativních prostor nového paláce obývala královská rodina vilu nacházející se za samotným palácem. 
Během druhé světové války se palác roku 1944 stal dějištěm státního převratu, kdy král Michal I. svrhl pronacistickou vládu maršála Antonesca. Poté z bezpečnostních důvodů královský palác opustil. V odplatě za odstavení Antonescovi vlády byl následně palác opakovaně bombardován německou Luffwaffe. Jelikož blízký palác Cotroceni byl stále poničen v důsledku zemětřešení v roce 1940, přesídlil král s matkou do Alžbětina paláce, sídla královy tety princezny Alžběty (ta se poté přestěhovala do paláce Copăceni). Již krátce po konci války byly na paláci provedeny nejnutnější opravy za účelem uskutečnění ceremoniálu předání sovětského Řádu vítězství králi Michalovi, ke kterému došlo 6. července 1945. Vzhledem k poškození paláce zůstal i po válce král v Alžbětinském paláci, kde byl koncem roku 1947 donucen abdikovat.  
Od roku 1950 je palác sídlem Rumunského národního uměleckého muzea. Za palácem byla koncem padesátých let na místě původní královské vily postavena víceúčelová hala s kapacitou 4000 sedících. Reprezentativní prostory královského paláce byly také využívány pro stranické účely.
Během protikomunistické revoluce v roce 1989 byl palác poškozen. Později prošel rekonstrukcí, která skončila v roce 2013.
V srpnu 2016 byla v Trůnním sále před pohřbem vystavena rakev s tělem zesnulé královny Anny. O rok později, v prosinci 2017, byla na stejném místě vystavena rakev s tělem zesnulého krále Michala. 

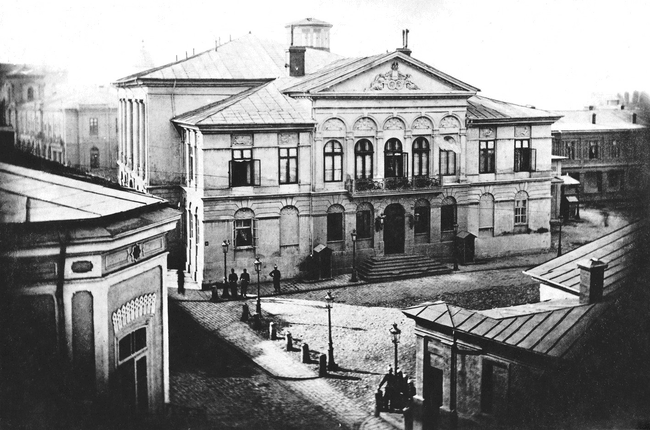
Golescův zámeček
Hlavní křídlo paláce před vyhořením
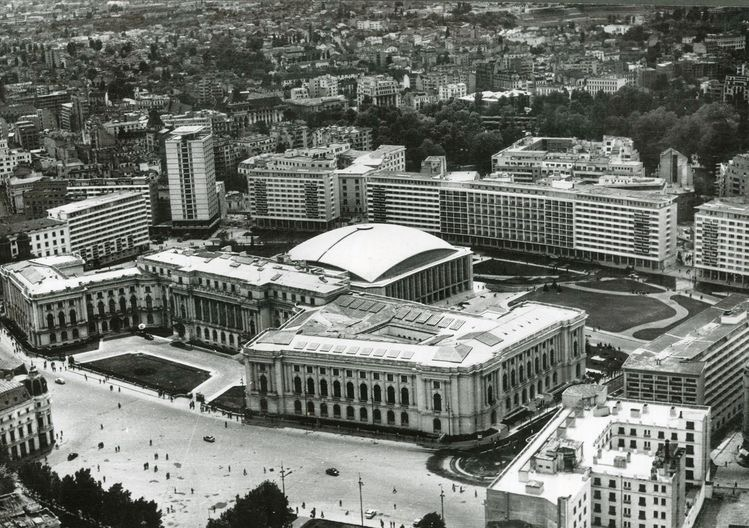
Pohled na palác po dostavení haly (cca 1960)
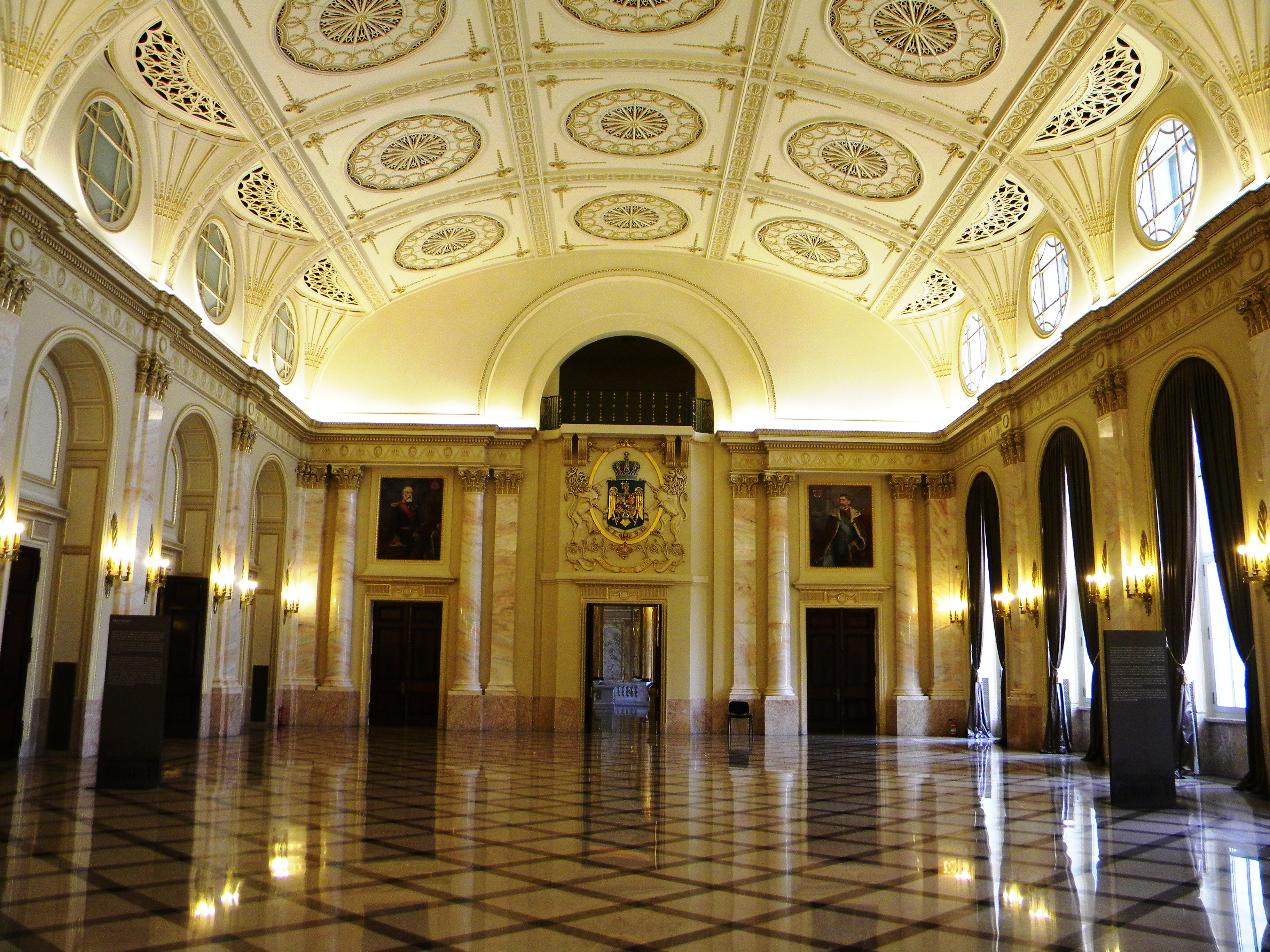
Trůnní sál
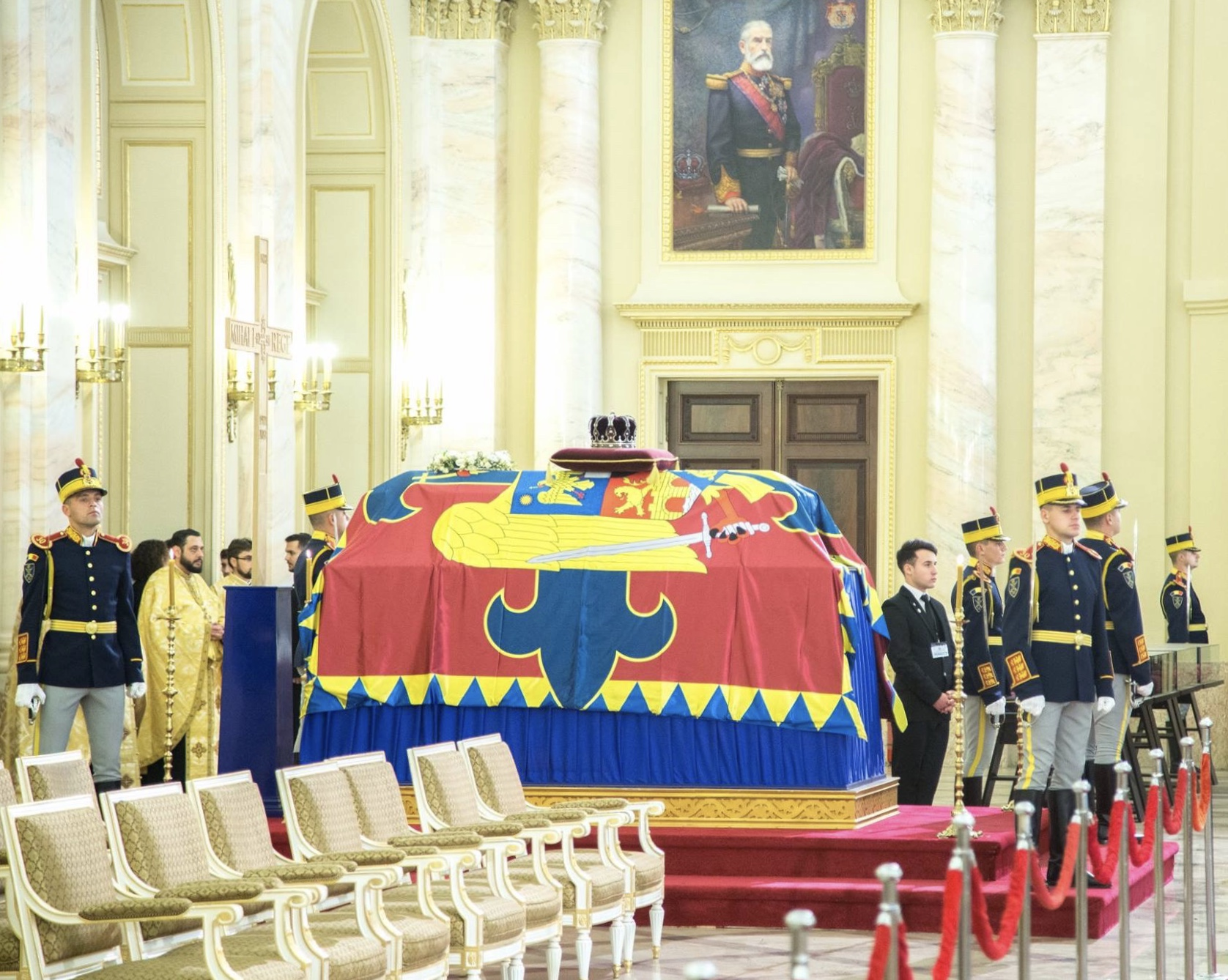
Rakev s tělem krále Michala